# Timeless: Live in Concert
Timeless: Live in Concert è un album dal vivo della cantante e attrice statunitense Barbra Streisand, pubblicato nel 2000 dalla Columbia Records.

## Tracce

### Disco 1
1. Opening/You'll Never Know (con Lauren Frost, Alec Ledd e Randee Heller)
2. Something's Coming (con Lauren Frost)
3. The Way We Were
4. Shirley MacLaine Y1K (dialogue)
5. Cry Me a River
6. Lover, Come Back to Me
7. A Sleepin' Bee
8. Miss Marmelstein
9. I'm the Greatest Star/Second Hand Rose/Don't Rain on My Parade
10. Something Wonderful/Being Alive
11. As Time Goes By/Speak Low
12. Alfie
13. Evergreen
14. Dialogue (Father, Part #1)
15. Papa, Can You Hear Me?/You'll Never Know (con Lauren Frost)
16. A Piece of Sky (con Lauren Frost)

### Disco 2
1. Entr'acte
2. Putting It Together
3. On a Clear Day (You Can See Forever)
4. Send in the Clowns
5. Happy Days Are Here Again/Get Happy (con Judy Garland)/Guilty (con Barry Gibb)/I Finally Found Someone (con Bryan Adams)/Tell Him (con Céline Dion)/You Don't Bring Me Flowers (con Neil Diamond)
6. Sing (con Jason Gould)/I've Got a Crush on You (con Frank Sinatra)
7. Technology (Dialogue)
8. The Clicker Blues
9. Simple Pleasures
10. The Main Event/Fight
11. Dialogue (Father, Part #2)
12. I've Dreamed of You
13. At the Same Time
14. Auld Long Syne (Ballad)
15. Dialogue (Barbra and Brother Time)
16. People
17. New Year's Eve/Auld Lang Syne (Celebration)
18. Everytime You Hear Auld Lang Syne
19. Happy Days Are Here Again
20. Don't Like Goodbyes
21. I Believe/Somewhere (con Lauren Frost)